# Кублер, Джордж
Джордж Ку́блер (англ. George Kubler, 26 июля 1912, Голливуд — 3 октября 1996, Хэмден, Коннектикут) — американский историк искусства, специалист по доколумбовой Америке.

## Биография
Родился в Голливуде, штат Калифорния. Сын историков искусства, детство провел в Европе. Рано потерял обоих родителей, воспитывался в детском доме в США. Он учился в старшей школе Western Reserve Academy, частной общеобразовательной школе-интернате в Гудзоне, штат Огайо. Закончил Йельский университет, защитил там диссертацию, под руководством Анри Фосийона получил степени магистра искусств (1936) и доктора философии (1940). Профессор в Йеле (1964—1983). Профессор Национальной галереи искусства (1985—1986).

## Труды
Автор работ по испанской, португальской и латиноамериканской архитектуре колониального периода. Наиболее известна его книга The shape of time: remarks on the history of things (Образ времени: заметки по истории вещей, 1962), она неоднократно была переиздана, переведена на многие языки, повлияла на творчество американских минималистов и концептуалистов — Эда Рейнхардта, Роберта Смитсона, Дональда Джадда, Роберта Морриса, Джона Балдессари.

## Признание
Высшая награда Мексики — Орден Ацтекского орла. Член Национальной Академии художеств в Мехико.